# Theodor Uhlig
Theodor Uhlig (Wurzen, Saxònia, 15 de febrer de 1822 - Dresden, 3 de gener de 1853) fou un violinista, compositor i crític musical alemany.
Deixeble de Dessauer i de Schneider, des de 1845 formà part de la Capella reial de Dresden. En un principi fou un fort adversari de Wagner, però després es tornà en un dels seus més entusiastes partidaris, fins al punt de deure-se-li la reducció per a piano de diverses òperes d'aquell compositor, entre elles Lohengrin.
La seva extensa obra de compositor comprèn simfonies, música d'escena i de cambra i lieder. Dedicat en els seus últims anys quasi exclusivament a la literatura musical, publicà, entre altres obres:
- Die Wahl der Taktarten;
- Die gesunde Vernunft und das Verbot der Fortschreitung in Quinten;
- Druckfehler in den Symphonie-Partituren Beethovens, a més de la seva correspondència amb Wagner.